# Чапаевск
Чапаевск (на руски: Чапаевск) е град в Самарска област, Русия. Населението му към 1 януари 2018 година е 72 778 души.